# Del nostro tempo rubato
Del nostro tempo rubato, pubblicato nel 2010, è il sesto album in studio del gruppo piemontese Perturbazione.

## Il disco
Si tratta di un doppio album prodotto da Fabio Magistrali e incentrato sul tema del trasloco (affettivo, dal proprio paese, letterale, e così via). Il singolo di lancio Buongiorno buonafortuna, vede la collaborazione di Dente. 
L'album ha debuttato alla posizione #68 della classifica ufficiale FIMI.

## Tracce
1. Istruzioni per l'uso – 4:19
2. Mondo Tempesta – 3:06
3. Del Nostro Tempo Rubato – 3:30
4. Vomito! – 2:59
5. Mao Zeitung – 1:29
6. L'Italia Ritagliata – 1:41
7. Revival Revolver – 3:53
8. Buongiorno Buonafortuna – 3:00
9. Primo – 4:25
10. Il Palombaro – 2:55
11. La Fuga Dei Cervelli – 2:22
12. Partire Davvero – 3:55
13. Io Sono Vivo Voi Siete Morti – 1:52
14. Esemplare – 2:26
15. Promozionale – 3:39
16. Niente Eroi – 3:09
17. La Canzone Del Gufo (Bohemian Groove) – 1:46
18. La Cura Del Sonno – 3:00
19. L'Elastico – 1:57
20. Cimiterotica – 4:40
21. Come In Basso Così In Alto – 2:50
22. Musica Leggera – 2:51
23. Last Minute – 2:52
24. Titoli Di Coda – 2:50

## Formazione

### Gruppo
- Tommaso Cerasuolo - voce
- Cristiano Lo Mele - chitarra, tastiere
- Alex Baracco - basso
- Rossano Antonio Lo Mele - batteria
- Gigi Giancursi - chitarra, voce
- Elena Diana - violoncello

Altri musicisti
- Dente - voce, cori
- Deian Martinelli - voce, cori